# De Paul
De Paul is een Zuid-Nederlandse adellijke familie, bekend als de Paul de Maibe en de Paul de Barchifontaine.

## Geschiedenis
Julien Paul ontving in 1746 opname in de erfelijke adel vanwege keizer Frans I. Zijn zoon was Jean-Bapitiste de Paul (°1702), die trouwde met Marie-Agnès Renson (°1711). Ze kregen twee zoons die hierna volgen.

## Pierre de Paul de Maibe
Pierre Joseph de Paul de Maibe (Dinant, 15 april 1743 - 6 augustus 1823) werd in 1818 opgenomen in de erfelijke adel, maar een maand later werd dit gerectificeerd en ingeschreven als een erkenning van erfelijke adel. Hij werd lid van de Provinciale Staten van Namen.
Hij trouwde in 1780 met Joséphine de Cesve (1741-1809). Ze kregen een zoon en twee dochters.
- Hugues de Paul de Maibe (1781-1864), bleef vrijgezel. Met zijn overlijden doofde de familietak uit.
- Sophie de Paul de Maibe (1782-1855), trouwde in 1809 in Dinant met baron Perpète du Pont d'Ahérée (1778-1857), militair, industrieel, lid van de Provinciale Staten van Namen en senator. Ze kregen een zoon en een dochter, waaronder baron Maurice du Pont d'Ahérée, met afstammelingen tot heden.
- Marie-Thérèse de Paul de Maibe (1785-1851), trouwde in 1819 in Yves-Gomezée met baron Louis de Cartier d'Yves (1787-1852), industrieel, burgemeester van Yves-Gomezée en senator. Ze kregen twee zoons en een dochter, met afstammelingen tot heden. Hij was de weduwnaar van haar nicht, Anne de Paul de Barchifontaine.

## Perpète de Paul
Perpète de Paul (1744-1813), broer van Pierre de Paul, trouwde in 1770 met Anne-Thérèse de Rasquin (1750-1799). Ze kregen twee zoons en een dochter.
- Xavier de Paul de Barchifontaine (1773-1825), staalfabrikant en maire van Vogenée, trouwde in 1809 in Namen met Eléonore Misson (1775-1835). Ze kregen twee zoons. Hij vroeg geen erkenning in de adel aan.
  - Léopold de Paul de Barchifontaine (1812-1870), staalfabrikant, trouwde in 1857 in Marchienne-au-Pont met Octavie de Cartier (1835-1858), dochter van jhr. Joseph de Cartier, burgemeester van Marchienne-au-Pont. Het huwelijk bleef kinderloos. Hij verkreeg in 1867 erkenning in de erfelijke adel.
  - Alexandre de Paul de Barchifontaine (1814-1887), provincieraadslid van Henegouwen en volksvertegenwoordiger, trouwde in 1837 in Haine-Saint-Pierre met Amélie Brouwet (1814-1840), zus van Paul Brouwet, industrieel, burgemeester van Haine-Saint-Pierre, provincieraadslid van Henegouwen en volksvertegenwoordiger. Ze kregen een zoon.
    - Ernest de Paul de Barchifontaine (1814-1918), mijningenieur en burgemeester van Barbençon, trouwde in 1869 met Marie de Pitteurs de Budingen (1848-1914), zus van baron Léon de Pitteurs de Budingen, industrieel, burgemeester van Warisoulx en Villers-lez-Heest en senator. Ze kregen zeven kinderen, met talrijke afstammelingen tot heden.
- Frédéric de Paul de Barchifontaine (1777-1859), trad in dienst van het Oostenrijkse leger, trouwde in 1815 met Angélique de Pasquet dit d'Acoz (1782-1878). Ze kregen een zoon, die zonder nakomelingen overleed, en een dochter. In 1820 werd hij ingelijfd in de erfelijke adel van het Verenigd Koninkrijk der Nederlanden.
  - Thérèse de Paul de Barchifontaine (1817-1910), trouwde in 1852 in Fleurus met baron Julien de Cartier d'Yves (1822-1873), burgemeester van Yves-Gomzée, zoon van baron Louis de Cartier d'Yves. Ze kregen vier dochters, met afstammelingen tot heden.
- Charlotte de Paul de Barchifontaine (1783-1817), trouwde in 1816 in Fleurus met baron Louis de Cartier d'Yves (1787-1852). Ze kregen een dochter, met afstammelingen tot heden. Na haar overlijden hertrouwde hij met haar nicht Marie-Thérèse de Paul de Maibe trouwde.